# Kettering, Ohio
Kettering är en stad (city) i Greene County, och Montgomery County, i Ohio. Orten har fått namn efter uppfinnaren Charles F. Kettering. Vid 2010 års folkräkning hade Kettering 56 163 invånare.

## Kända personer från Kettering
- Rob Dyrdek, skateboardåkare
- Brooklyn Decker, fotomodell